# 斯洛博達 (切爾卡瑟州)
49°22′48″N 32°9′7″E / 49.38000°N 32.15194°E

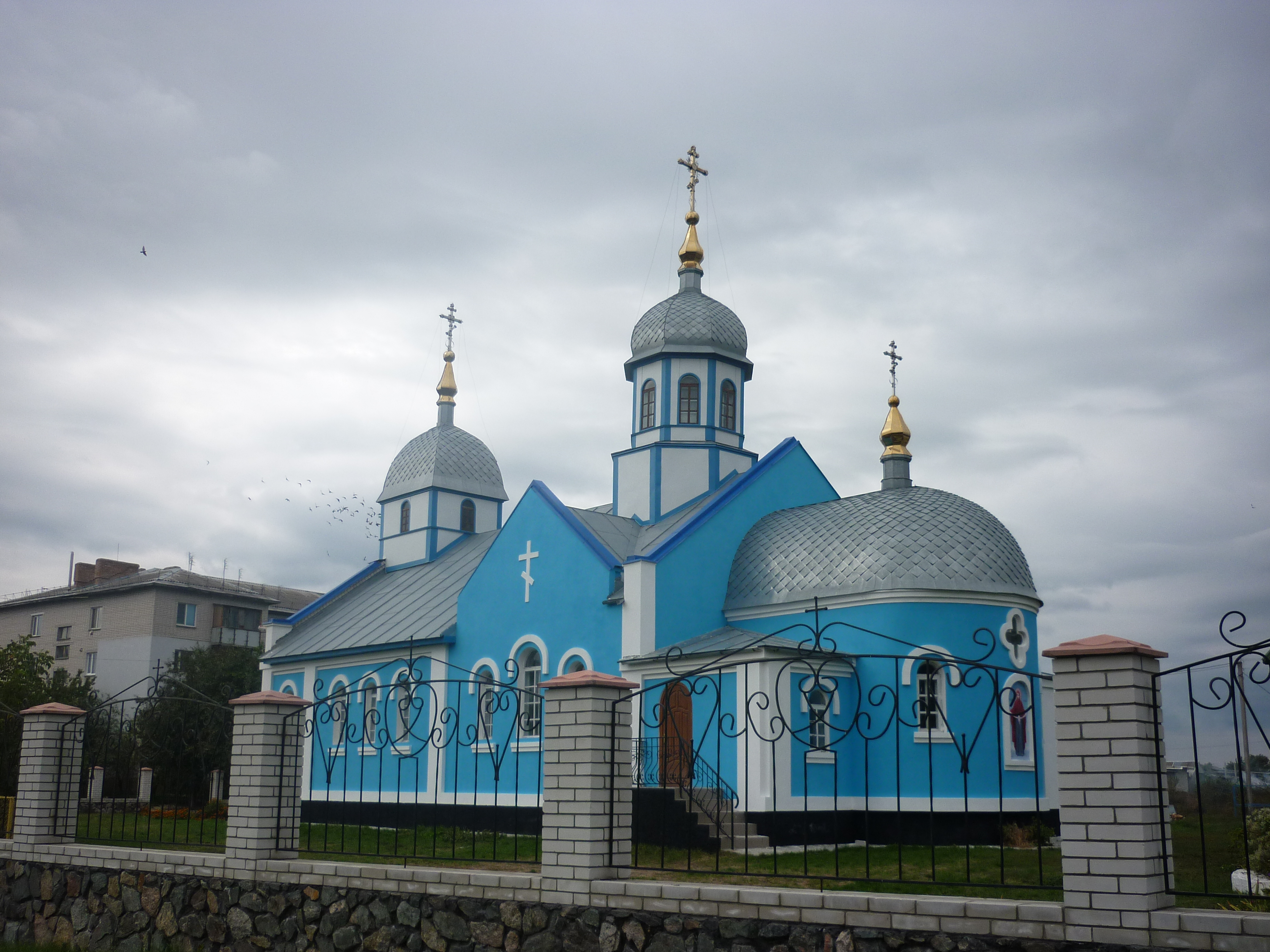
教堂

斯洛博達（烏克蘭語：Слобода），2024年9月前称为紅斯洛博達（烏克蘭語：Червона Слобода），是位於烏克蘭中部的村莊，由切爾卡瑟州切爾卡瑟區的紅斯洛博達市鎮負責管轄，並為該市鎮的行政中心。該村面積88.4平方公里，海拔高度88米，2022年人口8,084，人口密度每平方公里14.8人。
2024年9月19日，乌克兰最高拉达将该村的名字改为“斯洛博達”。